# Блюмберг, Мориц
Мо́риц Блю́мберг (нем. Jacob Moritz Blumberg; 27 июня 1873—1955) — германский хирург.
В 1907 году первым опубликовал описание симптома раздражения брюшины, получившего название симптом Блюмберга.

## Биография
Еврей по происхождению, Мориц Блюмберг родился в 1873 году, 27 июня. Своё образование он получил в Англии и Германии. В Англии, во время прохождения стажировки, ознакомился с методами стерилизации, являющиеся обязательными в области хирургии. Современная медицина обязана Блюмбергу за резиновые перчатки, использование которых ныне получило широкое распространение.
С началом мировой войны, разразившейся в Европе в 1914-1918 годах, Морицу пришлось поработать военным врачом. Тем самым, молодой врач спас значительное количество военнопленных, заражённых сыпным тифом вследствие эпидемии. Широкомасштабная дезинсекция, разработанная Блюмбергом, оказала неоценимую помощь в уничтожении вшей у десятков тысяч военнопленных из России. С окончанием войны, он возвратился в Берлин и снова приступил к практике в сфере хирургии. Здесь он заложил фундамент институт радиологии и небольшое количество специальных клиник, организованных для беременных. Установление фашистской диктатуры в Германии вынудило Морица покинуть родные края и направиться в Англию, где и творил до конца своих дней.

## Научные труды
- Ein neues diagnostisches Symptom bei Appendicitis. Münchener medizinische Wochenschrift, 1907.[3]